# Christiane Taubira
Christiane Marie Taubira (Caienna, 2 febbraio 1952) è una politica francese.
Ha iniziato la sua carriera politica come militante indipendente, poi ha partecipato alla creazione del partito politico della Guyana Walwari nel 1992. Deputata della Guyana dal 1993 al 2012, è stata all'origine della "legge tendente al riconoscimento della tratta e della schiavitù come un crimine contro l'umanità". È stata anche deputata al Parlamento europeo dal 1994 al 1999.
Candidata del Partito Radicale di Sinistra (PRG) alle presidenziali del 2002, è arrivata tredicesima al primo scrutinio, con il 2,32% dei voti. È stata Custode dei sigilli, ministro della giustizia dal 2012 al 2016, nei governi Jean-Marc Ayrault I e II, poi Manuel Valls I e II, sotto la presidenza di François Hollande. Come tale difende in Parlamento il disegno di legge che apre il matrimonio e l'adozione alle coppie dello stesso sesso.

## Biografia
Christiane Taubira è figlia di un'assistente infermieristica che ha cresciuto lei e i suoi due fratelli da soli. Ha studiato economia all'Università Panthéon-Assas, etnologia afroamericana, sociologia all'Università di Parigi-Sorbona e industria alimentare al Centro francese per la cooperazione agricola. Taubira è la sorella del politico francese Jean-Marie Taubira, segretario generale del Partito Progressista della Guyana.
Alla fine degli anni '70, Christiane Taubira conobbe Roland Delannon, leader indipendentista, che sposò nel 1987 e dal quale ebbe quattro figli, nati tra il 1979 e il 1988. La coppia si è separata nel 2002, sullo sfondo di una crisi politica, dopo che Roland Delannon aveva stilato una lista dissenziente da quella della moglie alle elezioni regionali del 1998.

## Carriera politica

### Inizi come deputata all'Assemblea nazionale

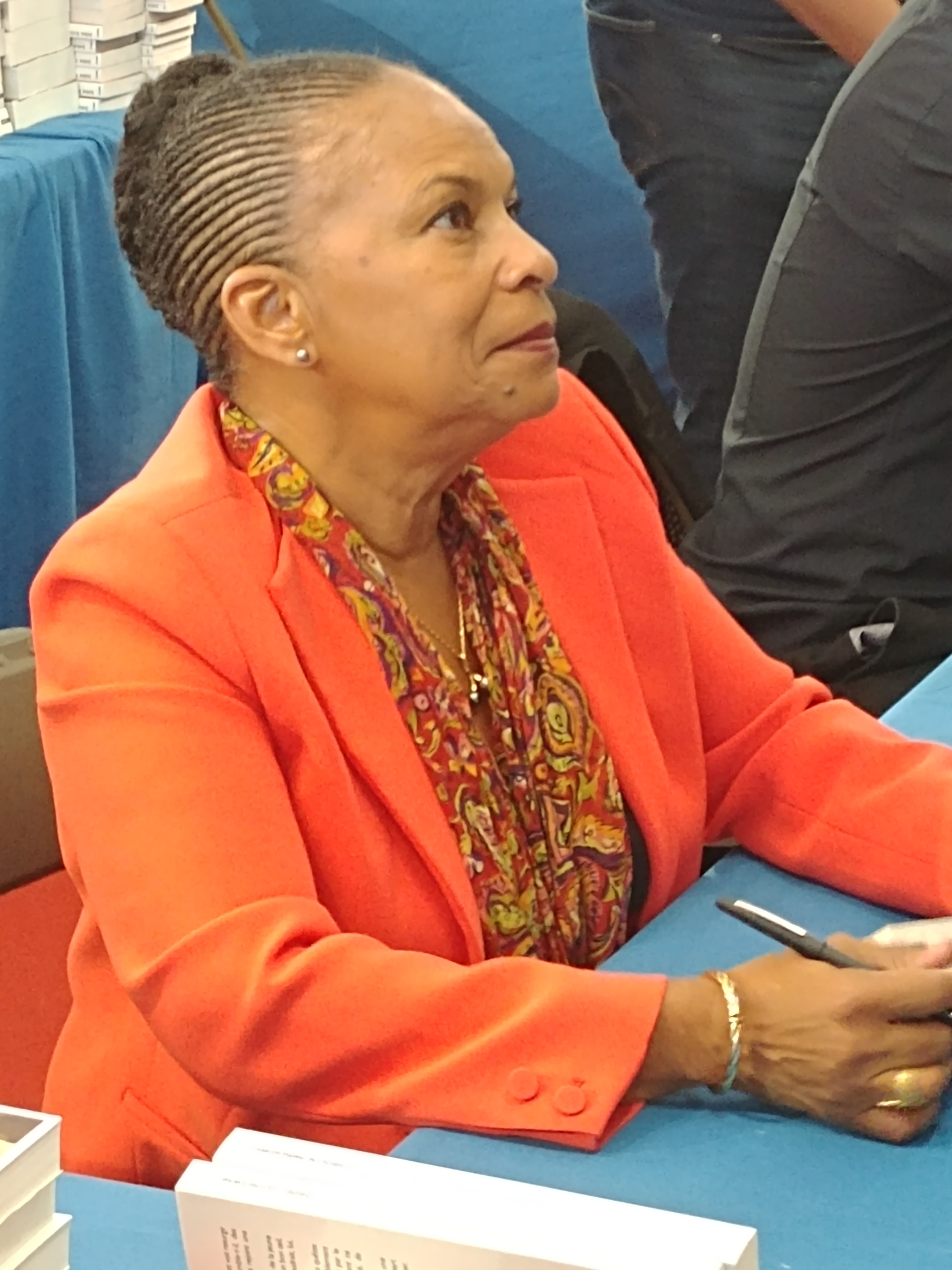
Christiane Taubira nel Festival America 2018, a Vincennes.

Nel 1993 Taubira è stata eletta per la prima volta all'Assemblea nazionale francese per la Guyana francese ed è stata rieletta rispettivamente nel 1997, 2002 e 2007. È sempre stata una candidata per il partito di orientamento socialista da lei fondato, Walwari. Dal 1994 al 1999 è stata europarlamentare per il Partito Radicale di Sinistra.
Nel 1993 Taubira ha votato sì al voto di fiducia al governo di Édouard Balladur. Nell'Assemblea nazionale dal 1993 al 1997 è stata membro del Gruppo Repubblica e Libertà, che riuniva membri del parlamento di piccoli partiti di sinistra e di destra. Dal 1997 ha appartenuto per lo più come cosiddetta Apparentée alla fazione socialista; Dal novembre 2001 al giugno 2002 è stata membro del gruppo parlamentare Radicale-Cittadino-Verde, che comprendeva anche i membri del Partito Radicale di Sinistra.
Nel 2001 Christiane Taubira ha dato il nome alla loi Taubira. In questa legge, la Francia ha riconosciuto la tratta degli schiavi e la schiavitù come crimini contro l'umanità. Taubira era relatore per la legge all'Assemblea nazionale.

### Corsa per l'Eliseo nel 2002 e portavoce di Francois Hollande
Candidata alle elezioni presidenziali del 2002 per il Partito Radicale di Sinistra, è oggi presidente del movimento Walwari. Durante la campagna presidenziale del 2012, è diventata portavoce del candidato socialista François Hollande.

### Ministro della giustizia (2012-2016)
Nel 2012 viene nominata Ministro della Giustizia francese. È stata relatrice e forte sostenitrice della legge che introduce il matrimonio omosessuale in Francia, approvata il 23 aprile 2013. Il 26 gennaio 2016, si è dimessa a causa, tra l'altro, della sua opposizione alla riforma antiterrorismo sostenuta dal governo francese, che prevede la revoca della cittadinanza francese per i condannati per terrorismo.

## Prese di posizione

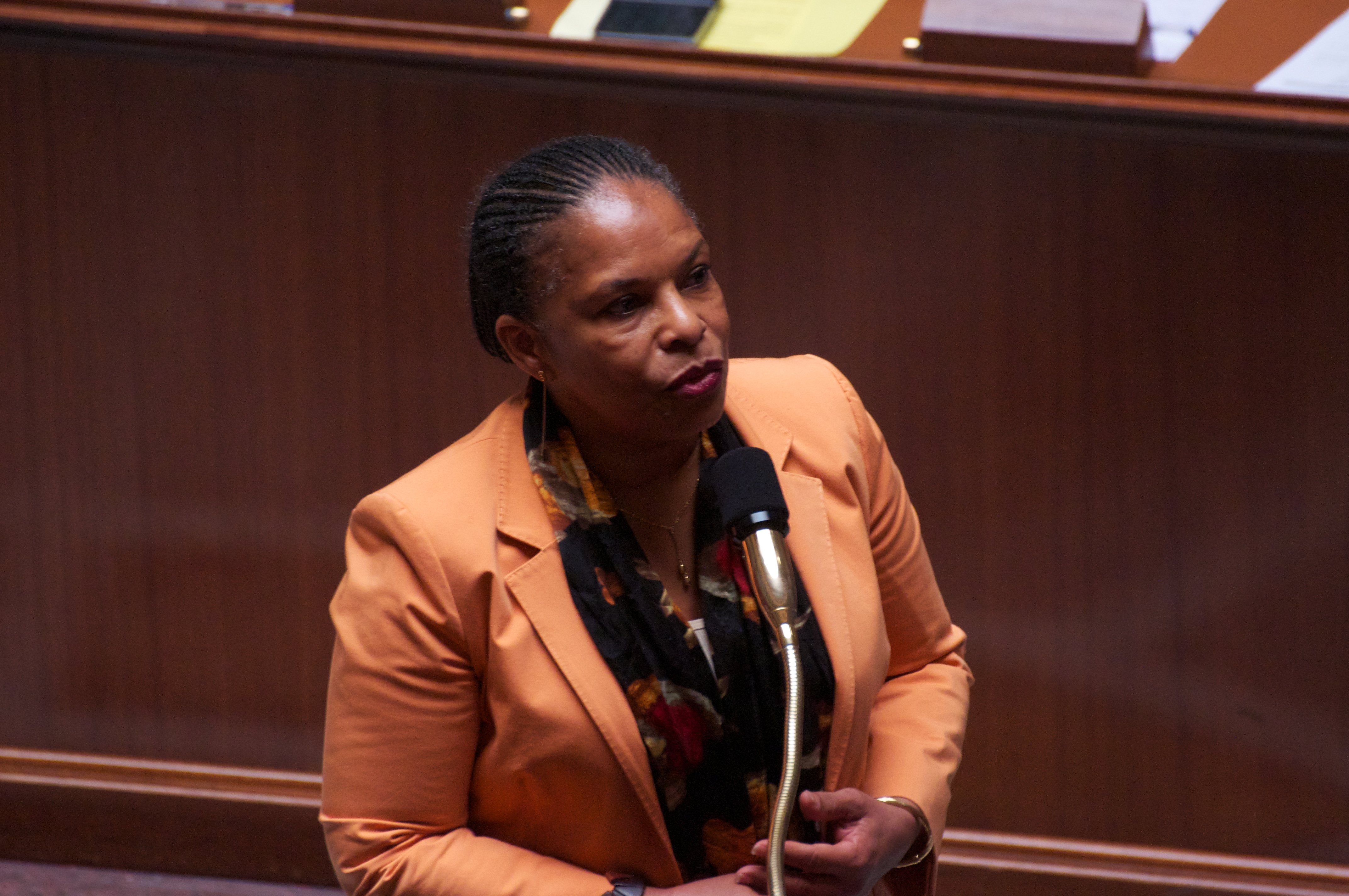
Discorso di Christiane Taubira dopo il voto solenne sulla legge che apre il matrimonio alle coppie omosessuali - Assemblea nazionale (2013)

Christiane Taubira ha dato il suo nome alla legge francese approvata il 10 maggio 2001, che riconosce come crimini contro l'umanità la tratta transatlantica degli schiavi e la conseguente schiavitù. Alcuni storici sono critici sul fatto che limiti la schiavitù al traffico europeo di neri. Christiane Taubira non ha menzionato la collaborazione dei gruppi etnici africani con gli schiavisti. Ha anche detto che il traffico di schiavi neri da parte degli arabi musulmani non dovrebbe essere evocato in modo che i "giovani arabi" non portino sulle loro spalle tutto il peso dell'eredità dei misfatti degli arabi.
In uno studio approfondito, lo storico Max Lagarrigue conferma che la legge sulla tratta e la schiavitù o legge Taubira ha probabilmente accelerato sia il fenomeno del concorso di memoria sia radicalizzato il discorso di alcune associazioni come il COFFAD di Assani Fassassi che ha lanciato una campagna molto violenta contro i neri francesi e lo specialista in tratta di esseri umani Olivier Pétré-Grenouilleau. Un'organizzazione, aggiunge, “vicina alle autorità libiche, che paragona costantemente la schiavitù all'Olocausto, chiedendo allo stesso tempo un risarcimento per gli “africani”.
È spesso considerata dai politici come un elettrone libero per le sue posizioni personali che poco si adattano alla logica del partito. A differenza del PS, nel 2004 si è opposta al voto sulla legge francese sui simboli religiosi nelle scuole pubbliche. Nel 2005 ha preso posizione sul "no" al referendum francese sul trattato che istituisce una costituzione per l'Europa, a differenza del PRG, di cui lei era ancora vicepresidente.
Nell'aprile 2008 è stata nominata dal presidente Nicolas Sarkozy capo di una missione sugli accordi di partenariato economico UE-ACP. Il suo rapporto pubblicato due mesi dopo formula forti critiche a questi dispositivi e formula raccomandazioni considerate audaci e che sono state malamente accolte dall'Eliseo. Il capo dello Stato non ha commentato.